# 斯特凡纳·亨科兹
斯特凡纳·亨科兹（Stéphane Henchoz，1974年9月7日—）是一名前瑞士足球運動員，擔任中堅，在2008年10月退役。軒索斯曾效力多所大球會，包括英超的布力般流浪、利物浦、韋根、蘇格蘭的些路迪、德甲的漢堡等。他曾是瑞士國家足球隊的主力球員，共72次代表國家隊，參加了1996年歐洲國家盃和2004年歐洲國家盃。
1999年轉會至利物浦後，與希比亞組成了堅固的防守組合，助利物浦於2001年奪得五項冠軍。

## 外部連結
- LFChistory.net 軒索斯資料 （页面存档备份，存于）
- 足球数据库：Stéphane Henchoz的球员统计数据
- Henchoz released by Blackburn Rovers (2008)